# Азербайджано-словацкие отношения
Азербайджано-словацкие отношения — двусторонние отношения между Словакией и Азербайджаном в дипломатической, экономической и иных сферах.

## Дипломатические отношения
Словакия признала независимость Азербайджана 24 января 1992 года.  Дипломатические отношения установлены 23 ноября 1993 года.
Посольство Словакии в Азербайджане открыто 1 октября 2019 года.
Посольство Азербайджана в Австрии одновременно являлось посольством Азербайджана в Словакии.
14 июля 2023 года учреждено посольство Азербайджана в Словакии.
13 декабря 2005 года в парламенте Азербайджана создана двустороння рабочая группа по отношениям со Словакией. Руководитель группы — Анар Мамедов.
В Национальном совете Словакии действует двусторонняя рабочая группа по отношениям с Азербайджаном. Руководитель группы — Адриана Пчелинска.
Между странами подписано 9 соглашений.
В ноябре 2018 года премьер-министр Словакии Петер Пеллегрини посетил Азербайджан с официальным визитом.
28 ноября 2019 года министр иностранных и европейских дел Словакии Мирослав Лайчак посетил Азербайджан с официальным визитом.
5 - 6 декабря 2019 года министр иностранных дел Азербайджана Эльмар Мамедъяров посетил Словакию с официальным визитом.
17 марта 2021 года и 19 октября 2021 года министр иностранных и европейских дел Иван Корчок посетил Азербайджан с официальным визитом.
5 сентября 2023 года на встрече президента Азербайджана Ильхама Алиева с делегацией во главе с председателем парламента Словакии Борисом Колларом было объявлено о решение реализации в селе Баш-Карвенд Агдамского района Словакией проекта «Умное село»
7 мая 2024 года в рамках официального визита премьер-министра Словацкой Республики Роберто Фицо в Баку между странами была подписана декларация о стратегическом партнерстве, а также были начаты переговоры о создании производственных площадок в сфере оборонной промышленности.

## В области экономики
Компании Словакии действуют в Азербайджане в сфере промышленности, строительства, торговли и услуг.
25 апреля 2023 года подписан меморандум о взаимопонимании между операторами газотранспортных систем «Bulgartransgaz» Болгарии, «Transgaz» Румынии, «FGSZ»  Венгрии, «Eustream» Словакии и SOCAR. Меморандум направлен на создание альтернативных маршрутов транспортировки газа в Европу, реализуя инициативу «Кольцо солидарности».
С 1 декабря 2024 года начаты поставки газа в Словакию по краткосрочному пилотному соглашению между ГНКАР и Slovenský plynárenský priemysel.

### Товарооборот (тыс. долл)
| Год  | Экспорт Азербайджана | Импорт Азербайджана | Сумма товарооборота |
| ---- | -------------------- | ------------------- | ------------------- |
| 2020 | 44,25                | 28 431,06           | 28 475,31           |
| 2021 | 1 143,29             | 38 209,6            | 39 352,89           |
| 2022 | 266,34               | 52 503,08           | 52 769,42           |
| 2023 | 94,34                | 61 750,17           | 61 844,51           |
| 2024 | 122,27               | 46 068,31           | 46 190,58           |

Экспорт Словакии: автомобили, автомобильные компоненты, точное оборудование/машины и кабели, продукты питания, лекарственные средства, карбид кальция.
Экспорт Азербайджана: нефтепродукты, красители, текстиль, фруктовые соки, необработанная кожа, сушеные и свежие фрукты, овощи.